# Tribunal de Cuentas de la Unión
El Tribunal de Cuentas de la Unión (TCU) (En portugués: Tribunal de Contas da União) es una institución brasileña prevista en la Constitución Federal para ejercer la fiscalización contable, financiera, presupuestaria, operacional y patrimonial de la Unión y de las entidades de la administración directa y administración indirecta, en cuanto a la legalidad, a la legitimidad y a la economicidad y la fiscalización de la aplicación de las subvenciones y de la renuncia de recetas. Auxilia el Congreso Nacional en la planificación fiscal y presupuestario anual. 
Tanto persona física cuánto persona jurídica, sea de derecho público o derecho privado, que utilice, recaude, guarde, gestione o administre dineros, bienes y valores públicos o por los cuales la Unión responda, o que, en nombre de esta, asuma obligaciones de naturaleza pecuniária tiene el deber de prestar cuentas al TCU. Conforme el art. 71 de la Constitución Federal el Tribunal de Cuentas de la Unión es una institución con autonomía administrativa, financiera y presupuestaria. 
La comprensión mayoritaria en el mundo jurídico es en el sentido del tribunal no estar conectado directamente a ningún poder, lo que hace con que sea un órgano independiente. Su independencia es comparada a la del Ministerio Público, un órgano que no está conectado a ningún poder y ejerce su función constitucional. Sin embargo, ese no es un tema pacífico, y algunos pocos autores entienden que el Tribunal de Cuentas es un órgano integrante del Poder Legislativo.

## Conceptualización
La actividad de fiscalización del TCU es denominada control externo en oposición al control interno hecho por el propio órgano sobre sus propios gastos. Su objetivo es garantizar que el dinero público sea utilizado de forma eficiente atendiendo a los intereses públicos.
Los responsables por el control interno, al tomen conocimiento de cualquier irregularidad o ilegalidade, deben comunicarla al Tribunal de Cuentas de la Unión, o serán considerados cómplices (responsabilidad solidaria) y penalizados en la forma de la ley (siendo posible el despido).
Además de eso el artículo 74 de la Constitución Federal deja claro que cualquier ciudadano, partido político, asociación o sindicato es parte legítima para, en la forma de la ley, denunciar irregularidades o ilegalidades ante el Tribunal de Cuentas de la Unión.
El tribunal es integrado por nueve ministros, que deben atender a los siguientes requisitos para ser nombrados:
- Más de 35 años y menos de 65 años
- Idoneidad moral y reputación ilibada
- Notorios conocimientos jurídicos, contables, económicos y financieros o de administración pública
- Más de 10 años de ejercicio de función o de efectiva actividad profesional que exija los conocimientos mencionados en el ítem anterior

En cuanto a su elección:
- Un tercio de los ministros será escogido por el Presidente de Brasil, con aprobación de Senado Federal, siendo dos alternadamente de entre auditores y miembros del Ministerio Público junto al Tribunal, de entre los tres nombres escogidos por el Tribunal, según los criterios de antigüedad y mérito
- Los otros dos tercios serán escogidos por el Congreso Nacional y nombrados por el presidente

Los ministros del Tribunal de Cuentas de la Unión tendrán las mismas garantías, prerrogativas, impedimentos, vencimientos y ventajas de los ministros del Superior Tribunal de Justicia (STJ), inclusive a vitaliciedade.
Aunque el nombre sugiera que forme parte del Poder Judicial, el TCU está administrativamente encuadrado en el Poder Legislativo. Esa es la posición adoptada en Brasil, pues en otros países esa corte puede integrar cualquiera de los otros dos poderes. Su situación es de órgano auxiliar del Congreso Nacional, y como tal ejerce cualificaciones de asesoría del Parlamento, así como otras privativas. No hay sometimiento entre el Congreso y el TCU, pues cada cuál detiene prerrogativas propias - se dice que existe cooperación (razón por la cual algunos prefieren decir que el TCU es órgano de auxilio al Legislativo, no órgano auxiliar, que da la idea de subordinação). Por no ser parte del Poder Judicial, sus decisiones son sólo administrativas y no hacen cosa juzgada - luego, en regla, son recorríveis para la Justicia.
Note que la definición de que el TCU está encuadrado administrativamente o jerárquicamente a cualquiera de los tres puedas es un asunto polémico.

## Histórico

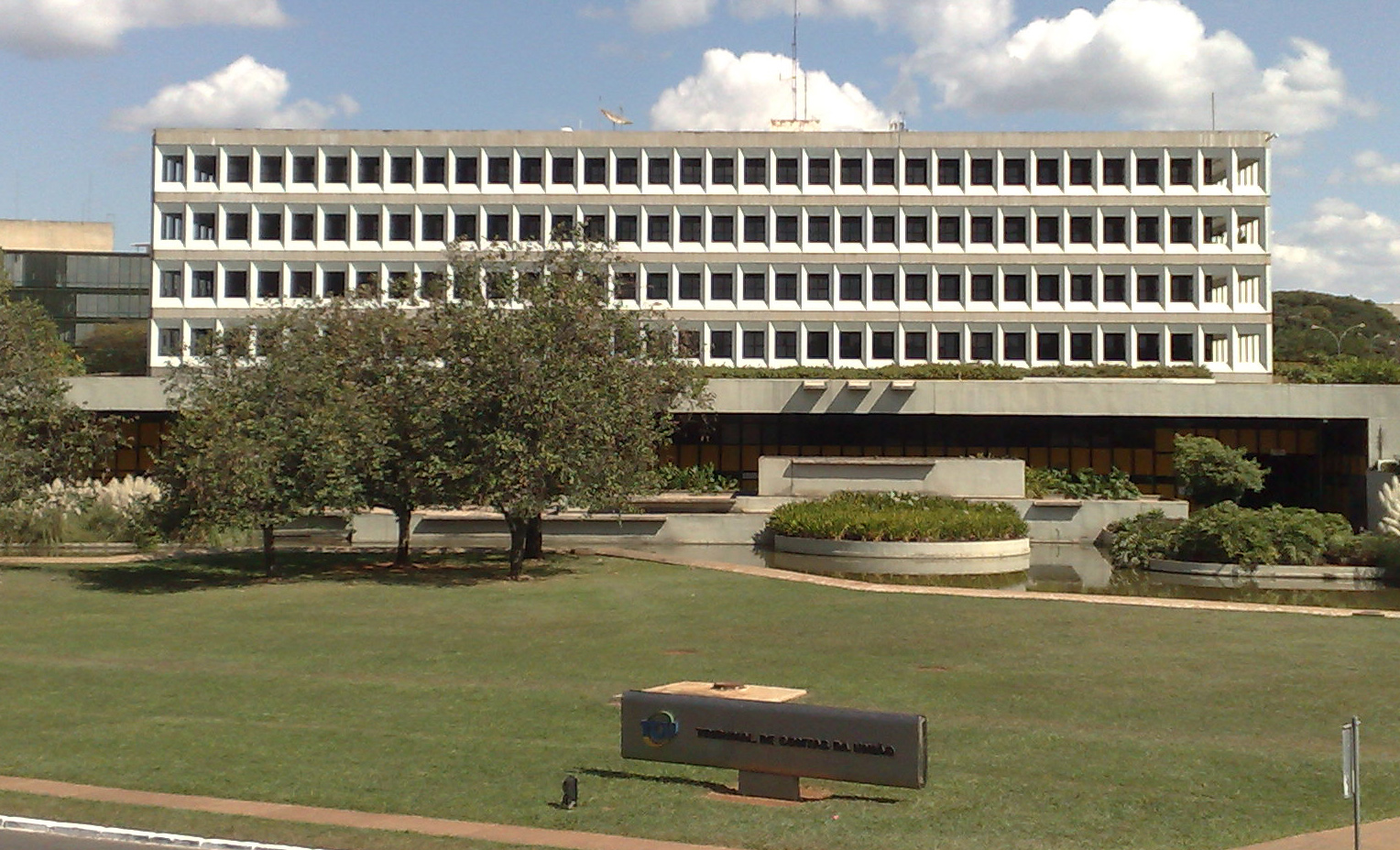
Sed de Tribunal de Cuentas de la Unión en Brasília

Tiene sus raíces en el Erário Régio o Tesoro Real Público, creado por el entonces príncipe-regente Don João, mediante alvará de 28 de junio de 1808, en que en su título VI, según Agenor de Roure, trae como el origen del Tribunal de Cuentas en Brasil.
En la Constitución brasileña de 1824, en sus artículos 170 y 172, otorgada por Pedro I, rezaba que la apreciación de las cuentas públicas se daría mediante un Tribunal, llamado de Tesoro Nacional. 
Desde 1826, diversos diputados defendieron la creación de un Tribunal fiscalizador de las cuentas públicas. En 1831 el alvará  de 1808 es revocado y, entonces, por la ley  de 4 de octubre de 1831, esta da reglamentación a los artículos 170 y 172 de la Constitución, así creado el Tribunal del Tesoro Público Nacional.
Y con la República el proyecto de ley de autoría de Manuel Alves Blanco fue aprobado e instituido en Brasil el Tribunal de Cuentas, siguiendo las plantillas francés o belga, mediante el Decreto-Ley 966-A, de 7 de noviembre de 1890. Pero este no restó reglamentado, surgiendo entonces la fuerza política de Ruy Barbosa en la justificación de este decreto.
De hecho, con la Carta Magna de 1891 el Tribunal de Cuentas pasó a ser precepto constitucional, in verbis:
Art. 89 - É instituído um Tribunal de Contas para liquidar as contas da receita e         despesa e verificar a sua legalidade, antes de serem prestadas ao Congresso.
En español:
Art. 89 - ES instituido un Tribunal de Cuentas para liquidar las cuentas de la receta y gasto y verificar su legalidad, antes de ser prestadas al Congreso.
Os membros deste Tribunal serão nomeados pelo Presidente da República, com aprovação do Senado, e somente perderão os seus lugares por sentença.
En español:
Los miembros de este Tribunal serán nombrados por el presidente de la República, con aprobación de Senado, y solamente perderán sus lugares por sentencia.
El entonces ministro de la hacienda Inocêncio Serzedelo Correa se empeñó en la creación y reglamentación de esta entidad, que fue hecha efectiva por el Decreto 1166, de 17 de diciembre de 1892. En una carta al Mariscal y Presidente Floriano Peixoto, de quien era Ministro de la Hacienda, dijo:

"é preciso antes de tudo legislar para o futuro. Se a função do Tribunal no espírito da Constituição é apenas a de liquidar as contas e verificar a sua legalidade depois de feitas, o que eu contesto, eu vos declaro que esse Tribunal é mais um meio de aumentar o funcionalismo, de avolumar a despesa, sem vantagens para a moralidade da administração.Se, porém, ele é um Tribunal de exação como já o queria Alves Branco e como têm a Itália e a França, precisamos resignar-nos a não gastar senão o que for autorizado em lei e gastar sempre bem, pois para os casos urgentes a lei estabelece o recurso."

En español:
"'Es necesario ante todo legislar para el futuro. Si la función de la Corte en el espíritu de la Constitución es sólo liquidar las cuentas y verificar su legalidad una vez hechas, lo cual disputo, te declaro que este Tribunal es una forma más de incrementar la función pública, de incrementar el gasto, sin ventajas para la moral de la administración. Si, en cambio, es un tribunal riguroso, como ya lo quiso Alves Branco y como lo han hecho Italia y Francia, debemos resignarnos a no gastar excepto lo autorizado por la ley y gastar siempre bien, porque para casos urgentes la ley establece el recurso''.

Alves Blanco, Serzedelo Correa y Ruy Barbosa son los tres nombres principales para la creación del Tribunal, siendo Ruy Barbosa considerado el Patrono de esta institución y del demás Tribunales de Cuentas de los estados.

## Atribuciones
Las principales cualificaciones del Tribunal de Cuentas de la Unión están dispuestas en la Constitución Brasileña de 1988 y son las citadas a continuación. Hay instrumentos legales que también atribuyen actividades específicas al TCU, como la Ley Complementaria nº 101/2000 (Ley de Responsabilidad Fiscal) la Ley nº 4.320/1964 (Disposiciones sobre Derecho Financiero) y la Ley nº 8.666/1993 (Ley de Licitaciones y Contratos).
- Apreciar las cuentas prestadas anualmente por el presidente de la República, mediante parecer previo que deberá ser elaborado en sesenta días a contar de su recibimiento
- Juzgar las cuentas de los administradores y demás responsables por dineros, bienes y valores públicos de la administración directa e indirecta, incluidas las fundaciones y sociedades instituidas y mantenidas por el Poder Público federal, y las cuentas de aquellos que den causa la pérdida, extravío u otra irregularidad de que resulte perjuicio al erario público
- Apreciar, para fines de registro, la legalidad de los actos de admisión de personal, a cualquier título, en la administración directa e indirecta, incluidas las fundaciones instituidas y mantenidas por el Poder Público, exceptuadas los nombramientos para cargo de provimento en comisión, así como a de las concesiones de jubilaciones, reformas y pensiones, ressalvadas las mejorías posteriores que no alteren el fundamento legal del acto concessório
- Realizar, por iniciativa propia, de la Cámara de los Diputados, de Senado Federal, de Comisión técnica o de interrogatorio, inspecciones y auditorias de naturaleza contable, financiera, presupuestaria, operacional y patrimonial, en las unidades administrativas de los Poderes Legislativo, Ejecutivo y Judicial
- Fiscalizar las cuentas nacionales de las empresas supranacionales de cuyo capital social la Unión participe, de forma directa o indirecta, en los términos del tratado constitutivo
- Fiscalizar la aplicación de cualesquier recursos repasados por la Unión mediante convenio, acuerdo, juste u otros instrumentos congéneres, a Estado, al Distrito Federal o a Municipio
- Prestar las informaciones solicitadas por el Congreso Nacional, por cualquiera de sus Casas, o por cualquiera de las respectivas Comisiones, sobre la fiscalización contable, financiera, presupuestaria, operacional y patrimonial y sobre resultados de auditorias e inspecciones realizadas
- Aplicar a los responsables, en caso de ilegalidad de gasto o irregularidad de cuentas, las sanciones previstas en ley, que establecerá, entre otras cominações, multa proporcional al daño causado al erario
- Firmar plazo para que el órgano o entidad adopte las providencias necesarias al exacto saludo de la ley, si verificada ilegalidad
- Sustar, si no atendido, la ejecución del acto impugnado, comunicando la decisión a la Cámara de los Diputados y a Senado Federal
- Representar al Poder competente sobre irregularidades o abusos filtrados

## Composición

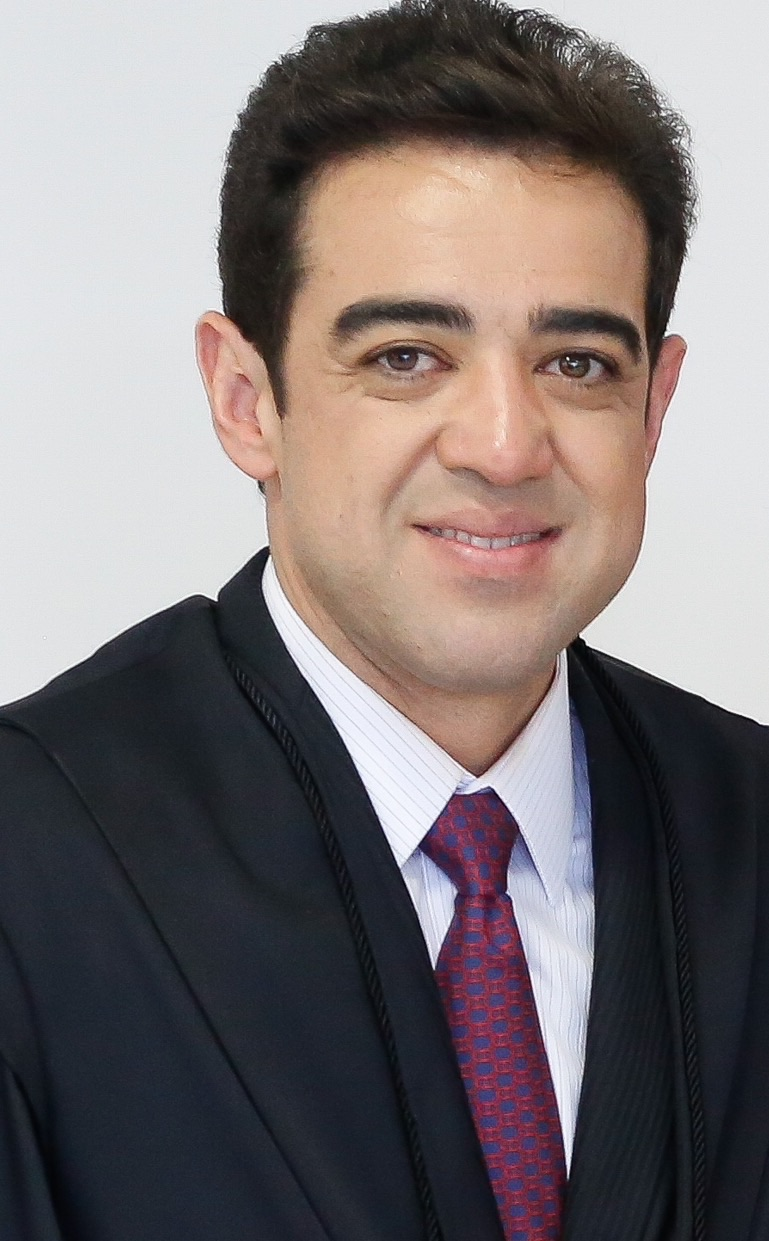
Bruno Dantas, presidente del TCU desde el 14 de diciembre de 2022

A marzo de 2024, la formación del Tribunal es la siguiente:
| Cargo                       | Nombre                   | Estado de origen  | Asunción en el cargo | Elegido por                   |
| --------------------------- | ------------------------ | ----------------- | -------------------- | ----------------------------- |
| Presidente                  | Bruno Dantas             | Bahia             | 13/08/2014           | Senado Federal                |
| Vicepresidente y corregidor | Vital do Rêgo            | Paraíba           | 22/12/2014           | Senado Federal                |
| Ministro                    | Walton Alencar Rodrigues | Goiás             | 13/04/1999           | Ministerio Público de Cuentas |
| Ministro                    | Benjamin Zymler          | Rio de Janeiro    | 11/09/2001           | Auditores del TCU             |
| Ministro                    | Augusto Nardes           | Rio Grande do Sul | 20/09/2005           | Cámara de Diputados           |
| Ministro                    | Aroldo Cedraz            | Bahia             | 03/01/2007           | Cámara de Diputados           |
| Ministro                    | Jorge Oliveira           | Rio de Janeiro    | 31/12/2020           | Presidente de la República    |
| Ministro                    | Antonio Anastasia        | Minas Gerais      | 03/02/2022           | Senado Federal                |
| Ministro                    | Jhonatan de Jesus        | Roraima           | 15/03/2023           | Cámara de Diputados           |

Auditores (ministros-sustitutos)
Los Auditores del TCU no son funcionarios comunes. Son agentes de estatura constitucional, previstos en el art. 73 de la Constitución Federal de 1988 (CF/88). El art. 73, § 4º, de la CF/88 es claro al decir que el Auditor, cuando en sustitución a Ministro, tendrá las mismas garantías y impedimentos del titular y, cuando en el ejercicio de las demás atribuciones de la judicatura, las de juez de Tribunal Regional Federal.
Actualmente, los Auditores del TCU son cuatro:
- Augusto Sherman Cavalcanti
- Marcos Bemquerer Costa
- André Luís de Carvalho
- Weder de Olivo

Ministerio Público junto al Tribunal de Cuentas de la Unión (Ministerio Público de Cuentas)
- Lucas Roca Furtado - Procurador de Cuentas
- Paulo Suenes Bugarin - Procurador de Cuentas
- Cristina Hacha de la Costa y Silva - Procuradora-General de Cuentas
- Marinus Eduardo de Vries Marsico - Procurador de Cuentas
- Júlio Marcelo de Olivo - Procurador de Cuentas
- Sérgio Ricardo C. Caribé - Procurador de Cuentas